# Fizyka

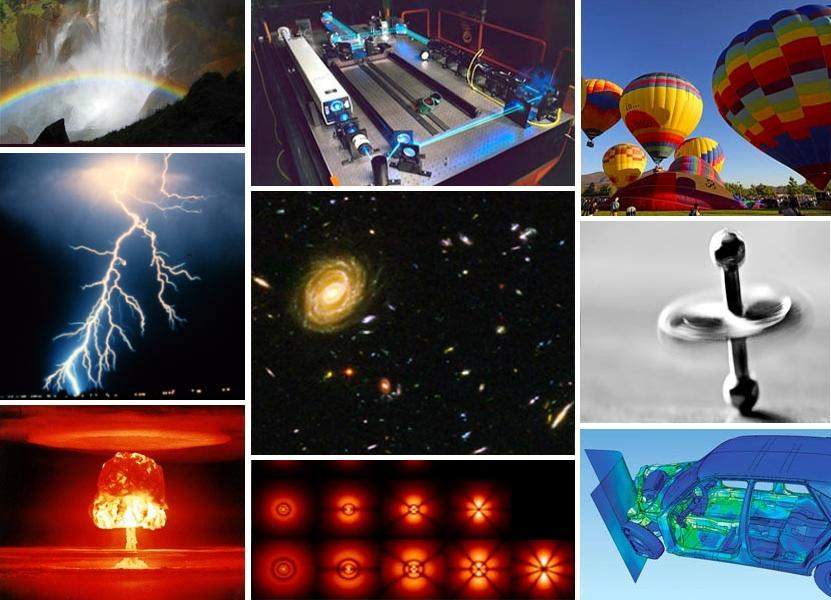
To, co nazywamy fizyką, obejmuje całą grupę nauk przyrodniczych, które opierają swe teorie na pomiarach i których idee i twierdzenia dają się sformułować za pomocą matematyki. – Albert Einstein

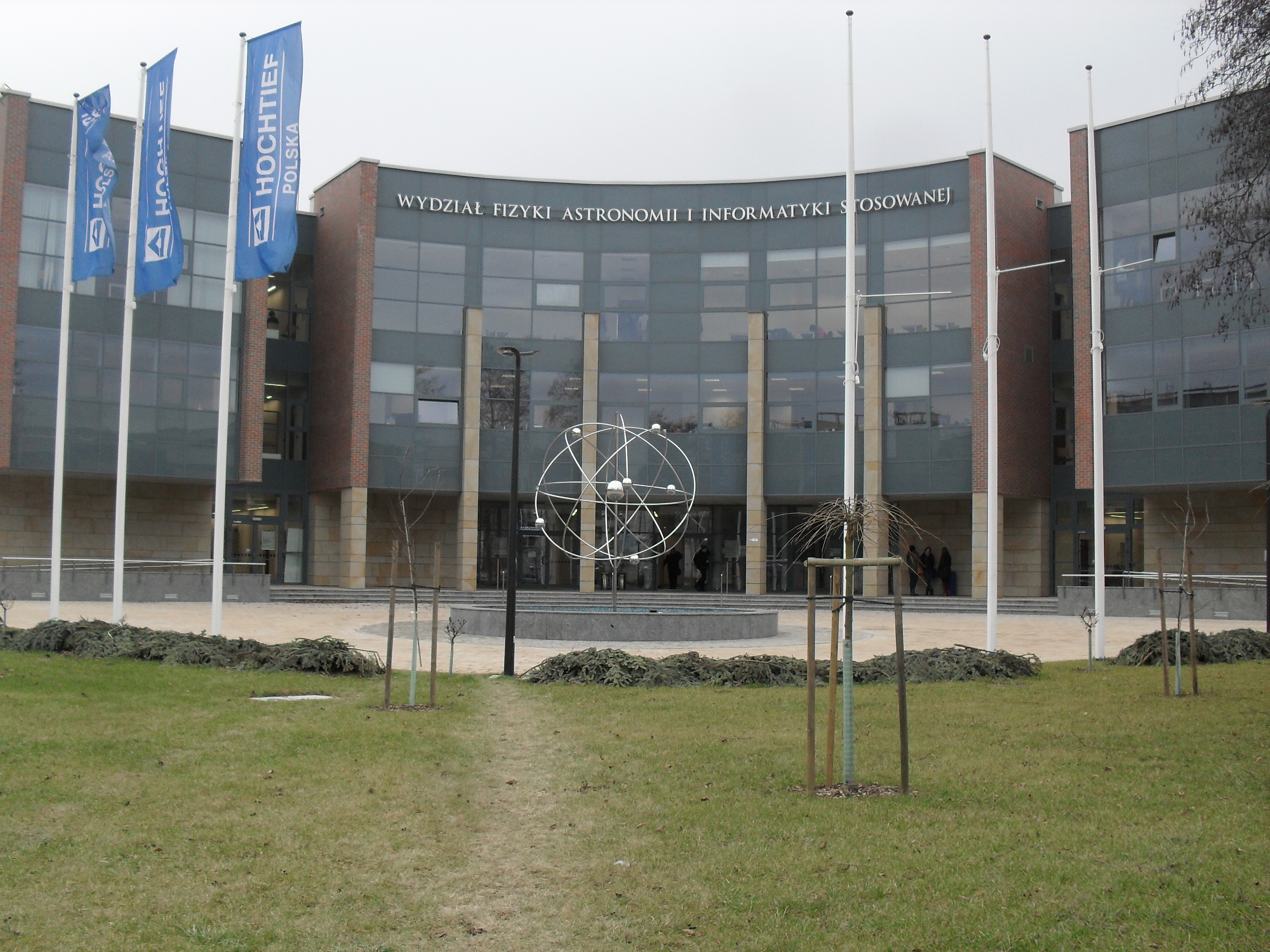
Wydział Fizyki, Astronomii i Informatyki Stosowanej Uniwersytetu Jagiellońskiego w Krakowie

Fizyka (z stgr. φύσις, physis – „natura”) – podstawowa nauka przyrodnicza badająca najbardziej fundamentalne i uniwersalne właściwości materii i energii, ich przemiany oraz oddziaływania między nimi. Do opisu zjawisk fizycznych używa się wielkości fizycznych takich jak odległość, miara kąta, czas, masa, temperatura czy ładunek elektryczny; są one wyrażane pojęciami matematycznymi takimi jak liczba, skalar, wektor i tensor, przez co fizyka jest zaliczana do nauk ścisłych. Fizyka doświadczalna znajduje między tymi wielkościami korelacje zwane prawami, a fizyka teoretyczna je wyjaśnia za pomocą hipotez, modeli i całych teorii. Fizycy przewidują wyniki przyszłych pomiarów dwojako:
- wprost z danych doświadczalnych, za pomocą indukcji takiej jak interpolacja i ekstrapolacja;
- dedukując je z różnych teorii; zajmuje się tym nie tylko fizyka teoretyczna, ale też część fizyki matematycznej.

Doświadczenia (eksperymenty) czasem przeczą uznanym wcześniej modelom, zwanym paradygmatami, przez co fizyka – tak jak inne nauki empiryczne – jest dziedziną ewoluującą, samopoprawiającą się (autokorekcyjną).
Z fizyką wiąże się cała reszta przyrodoznawstwa:
- astronomia – bywa zaliczana do działów fizyki i definiowana jako astrofizyka obserwacyjna; instytucje astronomiczne wiążą się z tymi fizycznymi, np. studia w tym kierunku są prowadzone na wydziałach fizyki lub na wspólnych wydziałach fizyki i astronomii, a Nagroda Nobla w dziedzinie fizyki jest przyznawana także astronomom. Z drugiej strony astronomia ma też swoje autonomiczne instytucje jak Międzynarodowa Unia Astronomiczna (ang. IAU) łącząca samodzielne towarzystwa naukowe jej poświęcone; jest też nauką starszą – uprawianą już w prehistorii, podczas gdy ściśle rozumiana, ilościowa fizyka powstała w starożytnej Grecji;
- chemia – bada atomy, jony, molekuły i tworzone przez nie substancje, inaczej materię skondensowaną, przez co jest bliska fizyce atomowej, molekularnej i materii skondensowanej. Chemia fizyczna bada fizyczne właściwości i przemiany, przez co praktycznie należy do tych dziedzin. Kwestią umowy jest, że reakcja chemiczna nie jest przedmiotem badań fizyki; także one podlegają prawom mechaniki kwantowej i termodynamiki. Hipoteza redukcjonizmu głosi między innymi, że wszystkie fakty chemiczne można wyjaśnić za pomocą fizyki, mając odpowiednio dużo zasobów;
- nauki o Ziemi – jedną z nich jest geofizyka, a meteorologia i klimatologia przenikają się z fizyką atmosfery;
- nauki o życiu – ich przedmiot, czyli życie, bywa definiowane w języku fizyki, jako proces lokalnego spadku entropii; ponadto różne formy życia są badane pod kątem fizycznym, a fizyka biopolimerów dzięki odkryciu ich budowy – np. podwójnej helisy DNA – umożliwiła odkrycie ich funkcji.

Granice między fizyką a innymi naukami i filozofią bywają płynne. Przykładowo nie ma konsensusu, czy do ściśle rozumianej fizyki zaliczać pewne spekulacje niemożliwe do falsyfikacji, pojawiające się na przykład w:
- kosmologii fizycznej;
- niektórych interpretacjach mechaniki kwantowej;
- teorii cząstek elementarnych.

Przykłady koncepcji o dyskutowanym statusie to niektóre modele Wieloświata i teoria strun.
Osoba uprawiająca fizykę to fizyk lub fizyczka.

## Historia fizyki
Chwila, od której człowiek zaczął interesować się poznawaniem przyrody, jest trudna do określenia. Najdawniejsze ślady kultur sprzed 5000 lat znalezione w dolinach Nilu, Eufratu i Tygrysu świadczą o prymitywnych próbach wykorzystania natury. Jednak z czasem na podstawie obserwacji ludzkość posiadła sztukę wytwarzania narzędzi, uprawy pól, wytopu metali i sztukę liczenia. Poprzez obserwację powtarzalności zjawisk stworzono kalendarz.
Za pierwsze odkryte prawo fizyki można uznać prawo odbicia światła znane już Euklidesowi w IV w. p.n.e. Pierwszym znanym fizykiem we współczesnym znaczeniu tego słowa był Archimedes z Syrakuz, który w III w. p.n.e. sformułował m.in. prawo dźwigni oraz prawo wyporu. Jednak aż do XIX w. optykę geometryczną oraz mechanikę, w tym statykę i hydrostatykę, zaliczano do matematyki stosowanej, a nie do fizyki.
W starożytności fizyka była traktowana jako część filozofii. Arystoteles dokonał podziału filozofii na fizykę – dział traktujący o zjawiskach przyrodniczych i metafizykę (ontologię oraz epistemologię, czyli nauki dotyczące samej istoty bytu i możliwości jego poznania) oraz etykę i logikę. Fizyka aż do XVI w. była uprawiana, podobnie jak pozostałe działy filozofii, głównie poprzez rozważania teoretyczne. Prace doświadczalne z optyki i z magnetyzmu pojawiały się już w średniowieczu od XIII w. (Witelon, Roger Bacon, Petrus Peregrinus). Jednak dopiero od czasów nowożytnych i XVI w. (Francis Bacon, Galileusz) zaczęła wzrastać rola pomiaru i doświadczenia. Reliktem pozostałym po filozoficznej genezie fizyki jest termin filozofia naturalna w języku angielskim, będący długo synonimem fizyki (w Oksfordzie nadawało się stopnie naukowe nie z fizyki, tylko z filozofii naturalnej).
Obecny zakres zainteresowania fizyki ukształtował się w XIX i na początku XX wieku, również wówczas zarysował się podstawowy podział fizyki na klasyczne działy: mechanikę, optykę, termodynamikę, elektryczność i magnetyzm. Fizyka, odkrywając nowe zjawiska, opisując je, tworząc teorie pozwalające przewidywać nowe efekty, stała się motorem napędowym gwałtownego rozwoju techniki i doprowadziła do rewolucyjnych zmian cywilizacyjnych.

## Działy fizyki

### Fizyka eksperymentalna a teoretyczna
Kultura badań fizycznych różni się od innych nauk tym, że istnieje w niej fundamentalny i powszechnie uznawany podział na teorię i eksperyment. Od początku XX wieku większość fizyków pozostaje specjalistami albo w fizyce teoretycznej, albo w fizyce doświadczalnej. Mało fizyków odnosi sukcesy w obu rodzajach badań. Dla porównania, większość wybitnych teoretyków chemii i biologii z powodzeniem pracuje też eksperymentalnie.
Praca fizyków-teoretyków polega na rozwijaniu teorii, za pomocą których można opisać i interpretować wyniki doświadczeń oraz możliwie dokładnie przewidzieć wyniki przyszłych doświadczeń. Z drugiej strony, fizycy doświadczalni wykonują eksperymenty, żeby zbadać nowe zjawiska i sprawdzić przewidywania teoretyczne. Ważną częścią pracy fizyka doświadczalnego jest też często budowanie własnej aparatury, szczególnie w pionierskich gałęziach fizyki, gdzie potrzebny sprzęt jest niedostępny. Mimo że działania teoretyków wydają się czasem oderwane od prac fizyków doświadczalnych, są w istocie ze sobą ściśle powiązane i od siebie zależne. Postęp w fizyce teoretycznej często zaczyna się od doświadczeń, których stara teoria nie potrafi wyjaśnić – i na odwrót, nowatorskie przewidywania teoretyczne stwarzają potrzebę przeprowadzenia nowych doświadczeń, a czasem również nowych technik doświadczalnych. Każdy fakt doświadczalny wymaga uzasadnienia teoretycznego, tak jak każda teoria musi być potwierdzona doświadczalnie, by stać się paradygmatem. Dlatego np. M-teoria pozostaje tylko spekulacją, ponieważ nie dość, że nie potwierdzono jej eksperymentalnie, to nawet nie wymyślono jeszcze żadnego testu eksperymentalnego, który mógłby ją potwierdzić.
Centralnym elementem eksperymentu jest pomiar dobrze określonej wielkości fizycznej, a warunkiem niezbędnym uzyskania z niego wartościowych informacji – prawidłowy dobór przyrządów pomiarowych oraz metod analizy otrzymanych danych. Obróbka danych często opiera się na statystyce, regułach prawdopodobieństwa oraz odpowiednich metodach numerycznych.
Podobnie fizyka teoretyczna ma własny zestaw metod naukowych, które pozwalają stworzyć adekwatne modele i paradygmaty. Opracowane teorie zazwyczaj korzystają z różnych metod matematyki, analitycznych i syntetycznych. Kluczową rolę w rozważaniach teoretycznych odgrywają hipotezy i proces dedukcji.

### Główne teorie
W fizyce część teorii jest uznana przez wszystkich fizyków. Każdą z tych teorii uważa się za fundamentalnie prawdziwą w określonym dla niej zakresie. Na przykład mechanika klasyczna precyzyjnie opisuje ruch ciał pod warunkiem, że są one dużo większe od atomów i poruszają się z prędkościami dużo mniejszymi niż prędkość światła w próżni. Niektóre teorie są nadal obszarami badań – zaskakujący aspekt mechaniki klasycznej znany jako chaos przebadano w XX wieku, trzysta lat po jego sformułowaniu przez Newtona, wprowadzając mechanikę statystyczną.
| Teoria                                 | Działy                                                                                         | Pojęcia |  |
| -------------------------------------- | ---------------------------------------------------------------------------------------------- | --- |  |
| mechanika klasyczna                    | zasady dynamiki Newtona, teoria chaosu, mechanika płynów                                       | wymiar, przestrzeń, czas, ruch, prędkość, masa, pęd, siła, energia, moment pędu, moment siły, prawa zachowania, oscylator harmoniczny, fala, praca, moc, tarcie |  |
| termodynamika i mechanika statystyczna | kinetyczno-molekularna teoria gazów                                                            | stała Boltzmanna, entropia, energia swobodna, ciepło, temperatura, gaz doskonały, perpetuum mobile                                                              |  |
| elektrodynamika klasyczna              | elektrostatyka, elektryczność, magnetyzm, równania Maxwella                                    | ładunek elektryczny, prąd, pole fizyczne, pole elektrostatyczne, pole magnetyczne, pole elektromagnetyczne, promieniowanie elektromagnetyczne                   |  |
| teoria względności                     | szczególna teoria względności, ogólna teoria względności                                       | układ odniesienia, prędkość światła, czasoprzestrzeń, czterowektor, transformacja Lorentza                                                                      |  |
| mechanika kwantowa                     | równanie Schrödingera, kwantowa teoria pola, elektrodynamika kwantowa, chromodynamika kwantowa | stała Plancka, hamiltonian, funkcja falowa |  |

### Działy szczegółowe fizyki
Współczesne badania fizyczne można podzielić na kilka wyraźnych działów, które zajmują się różnymi aspektami świata materialnego. Fizyka fazy skondensowanej dotyczy własności materii i jej związków z własnościami i oddziaływaniami atomów, z których się składa. Fizyka atomów, cząsteczek i zjawisk optycznych opisuje pojedyncze atomy i cząsteczki oraz ich oddziaływania ze światłem. Fizyka cząstek elementarnych (znana też jako fizyka wysokich energii) z kolei bada cząstki submikroskopowe mniejsze od atomów i poszukuje elementarnych cząstek budujących wszystkie inne jednostki materii. Astrofizyka wykorzystuje prawa fizyki, żeby tłumaczyć zjawiska astronomiczne, na przykład zjawiska związane ze Słońcem, Układem Słonecznym oraz Wszechświatem jako całością.
| Działy                                          | Poddziały                                                         | Główne teorie                                                              | Pojęcia |
| ----------------------------------------------- | ----------------------------------------------------------------- | -------------------------------------------------------------------------- | --- |
| astrofizyka                                     | kosmologia, nauki planetarne, fizyka plazmy                       | ogólna teoria względności, Wielki Wybuch, inflacja kosmologiczna           | Fala grawitacyjna, gwiazda, Układ Słoneczny, planeta, galaktyka, czarna dziura, mikrofalowe promieniowanie tła                                                                                              |
| fizyka atomów, cząsteczek, i zjawisk optycznych | fizyka atomowa, optyka, fotonika                                  | optyka kwantowa                                                            | atom, dyfrakcja, promieniowanie, laser, polaryzacja, linie spektralne |
| fizyka subatomowa                               | fizyka cząstek elementarnych, fizyka jądrowa                      | model standardowy, teorie wielkiej unifikacji, teoria superstrun, M-teoria | oddziaływania podstawowe (grawitacyjne, elektromagnetyczne, słabe, silne), cząstka elementarna, antymateria, teoria wszystkiego                                                                             |
| fizyka fazy skondensowanej                      | fizyka ciała stałego, fizyka polimerów, fizyka niskich temperatur | gaz Fermiego, teoria BCS                                                   | stan skupienia materii (faza gazowa, faza ciekła, ciało stałe, kondensat Bosego-Einsteina, faza nadprzewodząca, faza nadciekła), przewodnictwo elektryczne, magnetyzm, samoorganizacja, spin, półprzewodnik |

Działy fizyki są ze sobą ściśle powiązane i zasięg stosowania teorii i modeli często wykracza poza prosty podział zaprezentowany powyżej. Przykładowo fizyka materii skondensowanej zajmująca się układami silnie skorelowanych fermionów jest stosowana do efektów obserwowanych w gwiazdach neutronowych, które są podstawową domeną astronomii. Wynika to stąd, że fizyka jako nauka jest spójna i poszczególne modele i teorie opracowywane w poszczególnych działach mają te same podstawy oraz mogą mieć zastosowanie w innych działach. Podstawowe teorie, takie jak mechanika kwantowa, kwantowa teoria pola, elektrodynamika kwantowa, teoria grawitacji, są sformułowane w sposób ogólny i obowiązują w całej fizyce.

### Działy interdyscyplinarne i pokrewne
Wiele badań łączy fizykę z innym dziedzinami nauki. Dla przykładu, szeroki zakres biofizyki obejmuje wszystkie zagadnienia dotyczące układów biologicznych, w których stosuje się zasady fizyki. W chemii kwantowej z kolei opisuje się i przewiduje zachowania atomów i molekuł na podstawie teorii mechaniki kwantowej.
Agrofizyka – Astronomia – Badania materiałowe – Biofizyka – Chemia fizyczna – Chemia kwantowa – Elektronika – Fizyka komputerowa – Fizyka medyczna – Fizyka matematyczna – Geofizyka – Informatyka kwantowa – Inżynieria – Mechanika komputerowa – Nowe technologie – Ekonofizyka

### Ważne prawa
Dobrze sprecyzowane i powszechnie przyjęte teorie są przedstawiane jako prawa fizyki. Chociaż wszystkie naukowe teorie są w zasadzie tymczasowe i obowiązują tylko w pewnym zakresie, prawa fizyczne zostały wielokrotnie sprawdzone, a ich zakres stosowalności jest dobrze określony.
Zasady dynamiki Newtona – Zasada minimum energii potencjalnej – Zasada nieoznaczoności – Zasada odpowiedniości – Zasada równoważności – Zasada wzajemności – Zasada względności – prawa zachowania (Zasady zachowania)

### Ważne równania
Wiele praw fizycznych może być opisana za pomocą relacji odpowiednich wielkości. Zapis matematyczny takich relacji nazywa się równaniem. Jest wiele fundamentalnych równań fizyki opisujących zjawiska, którymi zajmują się poszczególne jej działy. Kilka przykładowych ważnych równań to:
Równanie stanu gazu doskonałego – Równanie Clapeyrona (Clapeyrona) – Równanie Naviera-Stokesa – Równania Eulera-Lagrange’a – Równania Hamiltona – Równania Maxwella – Równanie Schroedingera